# إيفا كوندون
إيفا كوندون (بالإنجليزية: Eva Condon)‏ هي ممثلة أمريكية، ولدت في 26 سبتمبر 1880، وتوفيت في 25 سبتمبر 1956.

## وصلات خارجية
- إيفا كوندون على موقع IMDb (الإنجليزية)
- إيفا كوندون على موقع قاعدة بيانات برودواي على الإنترنت (الإنجليزية)
- إيفا كوندون على موقع كينوبويسك (الروسية)